# Survivor: Gabon
Survivor: Gabon - El último Edén de la Tierra es la decimoséptima temporada del reality de supervivencia Survivor, emitido en Estados Unidos por el canal CBS. La premier fue emitida el 25 de septiembre de 2008, con un episodio especial de dos horas con las dos primeras eliminaciones de la temporada.
La convocatoria de participación se abrió el 24 de enero de 2008. En torno a marzo, 800 personas fueron elegidas para ser entrevistadas por la CBS. Una vez convocadas, unas 48 personas de las 800 entrevistadas pasaron a la última fase del casting, que tuvo lugar en Los Ángeles en abril. De ahí salieron los 18 elegidos para concursar esta temporada, cuyas grabaciones transcurrieron entre junio y julio. Esta temporada los concursantes enviados a la Isla del Exilio tuvieron la posibilidad de elegir entre una pista para encontrar un ídolo de inmunidad oculto o confort.

## Concursantes y clasificación
| Participante                                    | Tribu original | Primer Cambio        | Segundo Cambio        | Fusión                                        | Resultado                                      | Votos totales |
| ----------------------------------------------- | -------------- | -------------------- | --------------------- | --------------------------------------------- | ---------------------------------------------- | ------------- |
| Michelle Chase 24, Los Ángeles, California      | Fang           |                      |                       |                                               | 1.era Expulsada Día 3                          | 8             |
| Gillian Larson 61, Temecula, California         | Fang           | 2.da Expulsada Día 6 | 8                     |                                               |                                                |               |
| Paloma Soto-Castillo 23, Downey, California     | Kota           | 3.ra Expulsada Día 9 | 7                     |                                               |                                                |               |
| Jacquie Berg 28, Santa Bárbara, California      | Kota           | Fang                 | 4.ta Expulsada Día 12 | 5                                             |                                                |               |
| Danny "GC" Brown 25, Portland, Oregón           | Fang           | Fang                 | 5.to Expulsado Día 15 | 6                                             |                                                |               |
| Kelly Czarnecki 22, Spring Grove, Illinois      | Kota           | Fang                 | 6.ta Expulsada Día 18 | 8                                             |                                                |               |
| Ace Gordon 27, Naples, Florida                  | Kota           | Fang                 | 7.mo Expulsado Día 21 | 5                                             |                                                |               |
| Dan Kay ✟ 32, Boston, Massachusetts             | Fang           | Kota                 | 8.vo Expulsado Día 21 | 4                                             |                                                |               |
| Marcus Lehman 28, Atlanta, Georgia              | Kota           | Kota                 | Kota                  | 9.no Expulsado 1.do miembro del jurado Día 24 | 3                                              |               |
| Charlie Herschel 29, New York, New York         | Kota           | Kota                 | Fang                  | Nobag                                         | 10.mo Expulsado 2.er miembro del jurado Día 27 | 5             |
| Randy Bailey 49, Eagle Rock, Misuri             | Fang           | Kota                 | Fang                  | Nobag                                         | 11.mo Expulsado 3.to miembro del jurado Día 30 | 5             |
| Corinne Kaplan 29, Los Ángeles, CA              | Kota           | Kota                 | Fang                  | Nobag                                         | 12.do Expulsada 4.to miembro del jurado Día 33 | 4             |
| Crystal Cox 29, Durham, North Carolina          | Fang           | Fang                 | Kota                  | Nobag                                         | 13.er Expulsada 5.to miembro del jurado Día 36 | 11            |
| Ken Hoang 22, Westminster, California           | Fang           | Fang                 | Kota                  | Nobag                                         | 14.to Expulsado 6.mo miembro del jurado Día 37 | 7             |
| Matty Whitmore 29, San Francisco, California    | Fang           | Fang                 | Fang                  | Nobag                                         | 15.to Expulsado 7.vo miembro del jurado Día 38 | 5             |
| Jessica "Sugar" Kiper 29, Baton Rouge, Luisiana | Kota           | Fang                 | Fang                  | Nobag                                         | Finalista                                      | 0             |
| Susie Smith 47, Charles City, Iowa              | Fang           | Fang                 | Kota                  | Nobag                                         | Finalista                                      | 8             |
| Robert "Bob" Crowley 57, Augusta, Maine         | Kota           | Kota                 | Kota                  | Nobag                                         | Sobreviviente único                            | 2             |

 Los votos totales son el número de votos recibidos por un náufrago durante los consejos tribales donde el náufrago era elegible para ser expulsado del juego. No se incluyen los votos recibidos durante el consejo tribal final.
1. ↑  Matty usó un ídolo de inmunidad oculto en el consejo tribal del día 36, por lo tanto, dos votos extra contra él no fueron contados.

- Datos: Q4918926